# Liferea
Liferea (acrónimo del inglés Linux Feed Reader, Lector de Suministros de Linux) es un agregador para suministros de noticias en línea. Es compatible con la mayoría de formatos de suministros, incluyendo RSS, RDF y Atom y permite importar y exportar listas de suscripción en formato OPML. Liferea intenta ser un agregador rápido, fácil de usar y fácil de instalar para GTK+, lo que permite usarlo con el entorno de escritorio GNOME. Es software libre y está disponible bajo la Licencia Pública General de GNU. Liferea también da soporte a Podcasts.

## Pronunciación
El autor, Lars Linder, quien es alemán, pronuncia el nombre del programa como /lifəreja/ (IPA).

## Características distintivas
Está escrito en C y no utiliza ningún lenguaje de programación interpretado.
Para leer fácilmente artículos vinculados o comentarios de un blog, Liferea permite sitios web leer utilizando un navegador integrado, que puede ser o bien Mozilla / Firefox / XULrunner con GtkHTML o, en las versiones más recientes, con Webkit. Además, el usuario puede configurar muchos navegadores externos predefinidos (por ejemplo, Netscape, Opera, Epiphany, Konqueror) con los que abrir los enlaces.
Al clasificar las suscripciones en carpetas, el usuario puede leer todos los titulares de una carpeta a la vez. Al habilitar una preferencia la carpeta de filtrado, se pueden ocultar todos los titulares previamente leídos
Al igual que el cliente de correo Evolution, Liferea admite carpetas de búsquedas, que permiten al usuario guardar las búsquedas. Cada carpeta de búsqueda contiene todos los títulos que coinciden con sus reglas de búsqueda definidos por el usuario.
Liferea permite sincronizar con los servicios de terceros como TinyTinyRSS y TheOldReader.

## Como usarlo
Para añadir un nuevo feed, haga clic en el botón de Añadir suscripción. Entonces usted tiene que introducir la URL del feed y el resto lo hace Liferea por sí mismo. El feed aparece en el lado izquierdo de la ventana. Usted puede cambiar la frecuencia de actualización haciendo clic derecho sobre el feed y haciendo clic en Propiedades en el menú. Para leer el artículo completo, haga clic en Inicio en el enlace del navegador en la derecha haciendo clic en una noticia. Incluso puedes buscar en las categorías, al hacer clic en el botón de búsqueda.

## Integración en el navegador
En Epiphany hay una extensión de suscripción de noticias, que permite añadir feeds de noticias durante la visualización de sitios web.
Para Firefox 1.5 hay una extensión (Feedbag) que permite añadir las suscripciones con un simple clic en el icono de la barra de direcciones de Firefox LiveBookmarks. 
Desde Firefox 2.0, Liferea se puede utilizar sin una extensión especial. Para suscribirse a nuevos feeds desde Firefox, el script de ayuda de Liferea "liferea-add-feed" tiene que ser configurado en las preferencias de suscripción de feeds de Firefox.